# Thomas Heberer
Thomas Heberer, né le 13 novembre 1947 à Offenbach-sur-le-Main, est un politologue allemand, maître de conférences en études politiques de l'Asie de l'Est à l'université de Duisbourg et Essen (Allemagne).